# Günther Bott
Günther Bott (* 20. Januar 1944 in Leslau im annektierten damaligen Reichsgau Wartheland in Polen) ist ein deutscher Jurist und ehemaliger Richter am Bundesarbeitsgericht.

## Leben
Günther Bott kam mit seinen Eltern nach dem Zweiten Weltkrieg nach Borken in Nordhessen, wo sein Vater als Lokomotivführer im Borkener Braunkohlerevier tätig wurde. Er schloss seine schulische Ausbildung 1963 mit dem Abitur an der König-Heinrich-Schule in Fritzlar ab und studierte dann an der Philipps-Universität Marburg Rechtswissenschaft, gefolgt vom Referendariat im Bezirk des Landgerichts Kassel. Im Dezember 1971 schloss er seine juristische Ausbildung mit dem Zweiten Juristischen Staatsexamen ab.
Im Mai des folgenden Jahres begann er seine richterliche Tätigkeit in der nordrhein-westfälischen Arbeitsgerichtsbarkeit. Er war tätig an den Arbeitsgerichten Münster, Hamm und Rheine. Im Oktober 1979 wurde er Direktor des Arbeitsgerichts Rheine. Nachdem er an das Landesarbeitsgericht Hamm abgeordnet worden war, wurde Bott im Juni 1982 Vorsitzender Richter am dortigen Landesarbeitsgericht.
Zum 21. April 1994 wurde Bott zum Richter am Bundesarbeitsgericht berufen. Er gehörte dem 4. Senat des Gerichtes an, ab 1999 als dessen stellvertretender Vorsitzender. Er nahm während seiner Tätigkeit am Bundesarbeitsgericht insbesondere Einfluss auf die höchstrichterliche Rechtsprechung zum Tarif- und Eingruppierungsrecht sowie auf die Integration dieses Rechtsgebiets in das System des kollektiven Arbeitsrechts der neuen Bundesländer. Bott war außerdem Mitglied des Richterrats und Mitglied des Vorstands des Vereins der Richterinnen und Richter des Bundesarbeitsgerichts sowie Vorsitzender in Einigungsstellen und tariflichen Schlichtungsstellen.
Als Autor äußerte er sich auch zu rechtspolitischen und dogmatischen Fragen außerhalb des Arbeitsrechts. Er war Herausgeber eines Handkommentars zum neuen Betriebsverfassungsgesetz und Mitherausgeber eines Kommentars zum Arbeitsgerichtsverfahren und zum Neunten Buch des Sozialgesetzbuches sowie einer Entscheidungssammlung zum Recht der Arbeitnehmerüberlassung.
Mit Ablauf des 31. Januar 2009 trat Bott in den Ruhestand. Er lebt mit seiner Ehefrau in Melsungen.